# Выборы в Конституционную ассамблею Венесуэлы (1999)
Выборы в Конституционную ассамблею (Учредительное собрание) Венесуэлы состоялись 25 июля 1999 года, после референдума в апреле того же года, на котором большинство венесуэльцев одобрили идею о созыве ассамблеи с целью разработки новой конституции. 
Для участия в выборах в Конституционную ассамблею были созданы две большие коалиции, «Патриотический полюс» (исп. Polo Patriótico), объединивший сторонников президента Уго Чавеса (Движение за Пятую Республику, Движение к социализму, «Отечество для всех», Коммунистическая партия Венесуэлы, Народное избирательное движение и некоторые другие мелкие партии), и «Демократический полюс» (исп. Polo Democrático), состоящий из противников Чавеса (Демократическое действие, КОПЕЙ, «Проект Венесуэла» и «Конвергенция»). В результате «Патриотический полюс» завоевал 121 место из 128, «Демократическому полюсу» досталось всего 4 места, 3 оставшихся места распределили между собой остальные партии. Три дополнительных места заняли представители коренных народов, избранные ассоциациями коренных народов. Несмотря на кажущееся большое количество голосов, явка была только 46,2%, просто каждый избиратель имел 10 голосов.

## Результаты
| Партия                                                                                                  | Голоса     | %     | Места |
| --- | ---------- | ----- | ----- |
| «Патриотический полюс»                                                                                  | 29 424 635 | 65,80 | 121   |
| «Демократический полюс»                                                                                 | 9 873 223  | 22,08 | 4     |
| Другие партии                                                                                           | 5 423 183  | 12,13 | 3     |
| Представители коренных народов                                                                          | —          | —     | 3     |
| Недействительные/пустые бюллетени                                                                       | 6 073 409  | –     | –     |
| Всего                                                                                                   | 50 794 450 | 100   | 131   |
| Источник: D. Nohlen. Elections in the Americas: A data handbook, Volume II. 2005 ISBN 978-0-19-928358-3 |            |       |       |